# Počenice-Tetětice
Počenice-Tetětice là một làng thuộc huyện Kroměříž, vùng Zlínský, Cộng hòa Séc.